# Formostenus
Formostenus is een geslacht van insecten uit de orde vliesvleugeligen (Hymenoptera) en de familie Ichneumonidae.

## Soorten
- F. aciculatus Jonathan, 1980
- F. angularis (Uchida, 1931)
- F. bidentatus Jonathan, 1980
- F. burmensis Jonathan, 1980
- F. cotabatensis Jonathan, 1980
- F. cherraensis Jonathan, 1980
- F. decens (Tosquinet, 1903)
- F. depressus Jonathan, 1980
- F. flavofasciatus Jonathan, 1980
- F. flavorbitalis Jonathan, 1980
- F. fuscipennis Jonathan, 1980
- F. kambaitiensis Jonathan, 1980
- F. malaisei Jonathan, 1980
- F. nigrus Jonathan, 1980
- F. piceus Jonathan, 1980
- F. problematicus Jonathan, 1980
- F. pubescenus Jonathan, 1980
- F. rufiscens Jonathan, 1980
- F. rugipectus Jonathan, 1980
- F. rugosus Jonathan, 1980
- F. striatus Jonathan, 1980
- F. tanypetiolatus Jonathan, 1980
- F. townesi Jonathan, 1980